# Motorčuna
Motorčuna (rusky Моторчуна) je řeka v Jakutské republice v Rusku. Je 423 km dlouhá. Povodí má rozlohu 9 250 km².

## Průběh toku
Pramení na Středosibiřské pahorkatině a po jejím severovýchodním okraji protéká. Na dolním toku teče nížinou. Ústí zleva do Leny.

## Vodní režim
Zdrojem vody jsou sněhové a dešťové srážky. Na jaře dochází k nejvyšším vodním stavům (květen a červen) a v létě dochází k dešťovým povodním (červenec a srpen). V zimě promrzá až do dna.